# ナポリタン・マスティフ
ナポリタン・マスティフ（英: Neapolitan Mastiff）は、イタリア原産の大型の闘犬用の犬種である。イタリア語ではマスティーノ・ナポリターノ（Mastino Napoletano）といい、イタリアン・マスティフとも呼ばれている。闘犬が禁止されてからは、番犬や警察犬、ショードッグやペットなどとして飼育されるようになった。

## 歴史

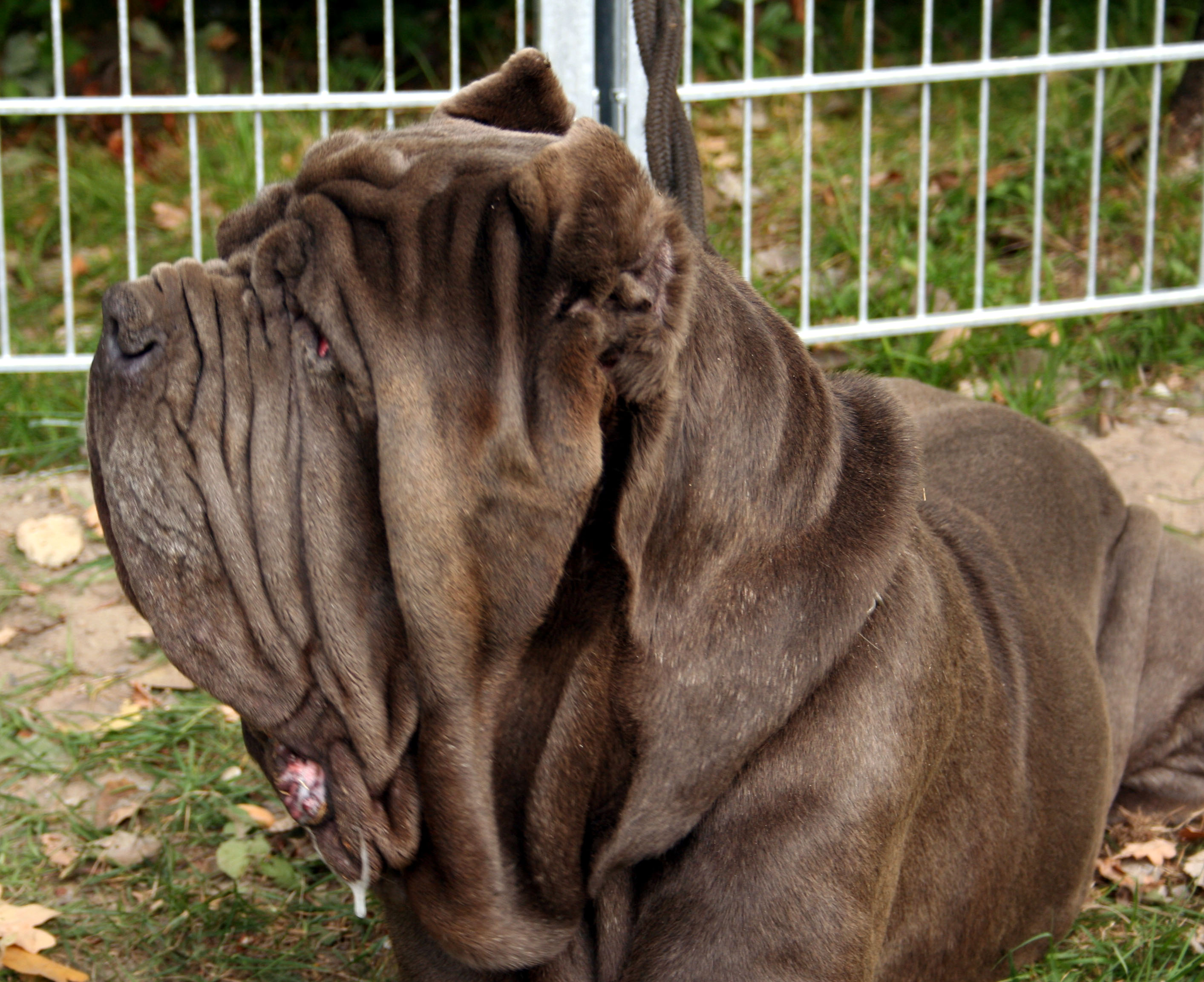
成犬の横顔

古代ギリシャおよび古代ローマには大型の闘犬がいた事が知られ、その末裔と推測されている。デズモンド・モリスによれば、ナポリタン・マスティフは紀元前326年にインドの王ポロスからアレクサンドロス大王に贈られた大型の闘犬の末裔であり、それがギリシャからローマに伝わり、モロシア犬（モロサス・タイプ）の基礎となったという。またそのほかに、アッシリアやバビロニアにも大型の闘犬が描かれた品があり、これらもギリシャやローマのモロサス犬の祖先と推測されている。
19世紀まではイタリア半島に大型のマスティフがいたことが知られ、17世紀にナポリで描かれたテラコッタにナポリタン・マスティフのような犬も描かれているが、20世紀前半にはほとんど絶滅していた。しかし一方で、芸術家のピエロ・スカンツィアニによって改良が進められ、犬種標準が作られ、ケネルクラブに公認されるという動きもあった。改良に際しては、見た目の恐ろしさが重視されたという。
1946年にナポリで開かれたドッグショーにおいて、ナポリタン・マスティフ8頭が出陳され、ショードッグとして人気を再興し、現在に至る。1949年には国際畜犬連盟に公認された。

## 特徴

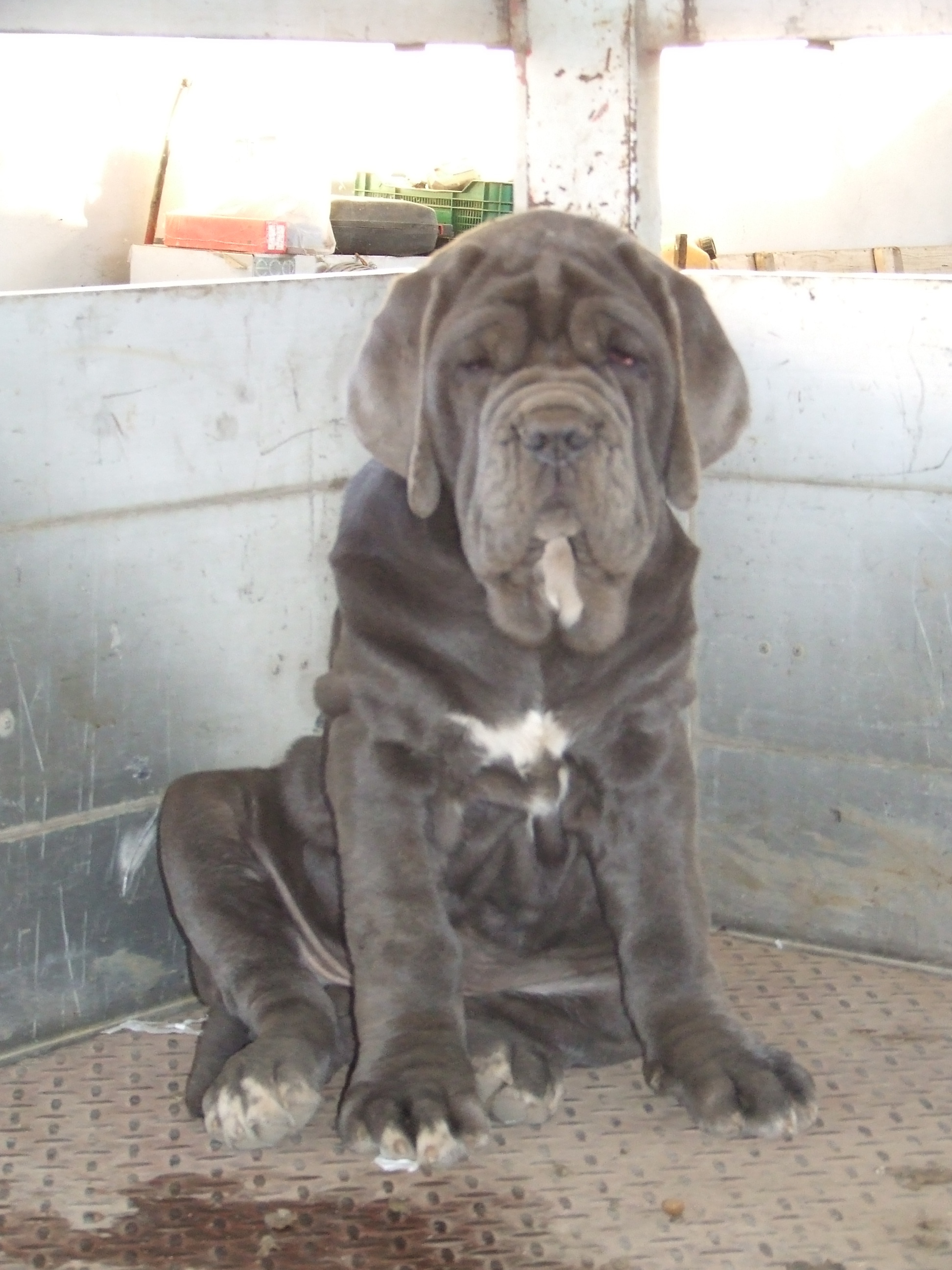
生後4ヶ月の仔犬

オスは体高65〜75センチ、体重60〜70キロ、メスは体高60〜68センチ、体重50〜60キロの大型の犬である。
ナポリタン・マスティフについて、デズモンド・モリスは、もっとも恐ろしい外見を持つ犬と評している。全身の皮膚が著しくたるんでおり、唇、デューラップ（のど下のたるみ）、顔の皮膚のたるみは特に顕著である。これは闘犬であった証で、噛まれたときのダメージを軽減するために発達したものである。生まれて間もない仔犬はそれほど皮膚はたるんでいないが、成長とともに次第に伸びてゆく。毛はスムースコートで、毛色はフォーン、ブラック、グレーで、ブラックがもっとも好まれる。垂れ耳、垂れ尾だが、断耳、断尾をすることもある。
気質は安定しており、主人に忠実で、飼い主家族には愛情深いが、しっかりとした訓練と社会化が必要である。また、よだれが多いため、対策が必要である。マイペースで頑固な一面もあり、あまり運動を好まないので命令がない限り自分の居場所でどっかりと寝そべっていることが多い。体重が重く足が弱いため股関節形成不全症、皮膚がたるんでいるため皮膚病にそれぞれなりやすい。
多産な犬種であり、2005年に、イギリスのティア号という若いナポリタンマスティフが24匹の子犬を出産し、ギネス記録の世界一多産な犬の記録を塗り替えた。